# Sharaabi
Sharaabi (tzn Pijak) to bollywoodzki komediodramat rodzinny i miłosny z 1984 roku. Reżyser - Prakash Mehra. To jego ostatnie dzieło i jedno z sześciu zrealizowanych z Amitabh Bachchanem w roli głównej (obok Zanjeer, Hera Pheri, Muqaddar Ka Sikandar, Laawaris i Namak Halaal. Oprócz Amitabha w filmie grają Jaya Prada i Pran and Om Prakash. Muzyka - Bappi Lahiri. Film opowiada historię nieszczęśliwego człowieka, który za obojętność ojca skupionego na pomnażaniu pieniędzy płaci uzależnieniem od alkoholu. W filmie motyw ocalającej siły miłości i pojednanie w skłóconej rodzinie.

## Fabuła
Vicky od dziecka doświadczył, co to znaczy strata. Jego matka umierając świadoma była, że jeśli goniący za pieniędzmi mąż nie znalazł czasu nawet na to, by być przy niej w ostatnich chwilach jej życia, nie znajdzie go też dla swego syna. Dlatego chłopiec, niemowlę zaledwie, został oddany pod opiekę Masterji (Bharat Bhushan). Dorosły Vicky (Amitabh Bachchan) płaci za zaniedbanie ojca i życie bez matki ucieczką w alkohol. Z roku na rok coraz bardziej utożsamia się z rolą pijaka (sharaabi). Opiekujący się nim Masterji patrzy bezsilnie na wciąż odurzonego alkoholem Vickiego. Dopiero kiedy w jego życiu pojawia się tancerka Meena (Jayapradha), Vickiemu zaczyna na kimś wreszcie zależeć. Gdy ojciec, milioner oburzony perspektywą mezaliansu próbuje mu stanąć na drodze ,Vicky wpada w gniew...

## Obsada
- Amitabh Bachchan ... Vicky Kapoor
- Bharat Bhushan ... Masterji
- Chandrashekhar ... adwokat Saxena
- C.S. Dubey ... ojciec ewentualnej narzeczonej
- A.K. Hangal ... Meeny ślepy ojciec
- Dinesh Hingoo ... sąsiad wzywający policje w piosence De de pyar de
- Jankidas ... Rustom Bandukwala
- Jayapradha... Meena
- Pinchoo Kapoor ... ojciec narzeczonej
- Satyendra Kapoor ... Govardhandas
- Viju Khote ... p. Nahata
- Mukri ... Natthulal
- Suresh Oberoi ... Abdul
- Deepak Parashar ... Inspektor Anwar
- Smita Patil ... gościnnie w piosence Jahan Char Yaar Mil Jaye
- Om Prakash ... Munshi Phoolchand
- Pran ... Amarnath Kapoor
- Ranjeet ... Natwar

## Piosenki
1. De De Pyaar De
2. Jahar Char Yaar
3. Mujhe Naulkaha Manga De
4. Inteha Ho Gayi Intezaar ki
5. Manzilein Apni Jagha Hain

## Nagrody i nominacje
- Nagroda Filmfare za Najlepszą Muzykę - Bappi Lahiri
- Nagroda Filmfare za Najlepszey Playback Męski-Kishore Kumar za piosenkę Manzilein Apni Jaga
- nominacja do Nagroda Filmfare dla Najlepszego Reżysera – Prakash Mehra
- nominacja do Nagrody Filmfare dla Najlepszego Filmu
- nominacja do Nagroda Filmfare dla Najlepszego Aktora – Amitabh Bachchan
- nominacja do Nagrody Filmfare dla Najlepszej Aktorki - Jayaprada
- nominacja do Nagroda Filmfare za Najlepszy Tekst PIosenki-Anjaan za piosenkę Manzilein Apni Jaga
- nominacja do Nagroda Filmfare za Najlepszy Tekst PIosenki-Anjaan i Prakash Mehra za piosenkę Inteha Ho Gayi